# Pieter Holsteyn le Jeune
Pieter Holsteyn le Jeune, appelé aussi Pieter Holsteyn II, né vers 1614 à Haarlem et mort en 1673 dans la même ville, est un peintre, dessinateur et graveur néerlandais. Il est le fils de Pieter Holsteyn l'Ancien et le frère de Cornelis Holsteyn (1618-1658).
Pieter le Jeune travaille à Haarlem et devient membre de la Guilde locale de Saint-Luc en 1634. Comme son père, il est surtout connu pour ses images animalières de petit format. L'attribution des œuvres les plus récentes est controversée, car Pieter le Jeune a commencé dans l'atelier de son père à Haarlem et a utilisé la même signature. Il a aussi travaillé à Zwolle, Enkhuizen, Münster et Amsterdam. Il meurt à Haarlem en 1673.
Pieter le Jeune a illustré par exemple des catalogues de tulipes, alors populaires lors de la tulipomanie.